# Quilisse (província)
Quilisse (em turco: Kilis) é uma província do sul da Turquia, junto à fronteira com a Síria, situada na região do Sudeste da Anatólia, com capital na cidade homónima. Tem 1 412 km² de área e em dezembro de 2021 tinha 145 826 habitantes (densidade: 103,3 hab./km²). Faz parte do Curdistão turco.